# ファイサル・ビン＝ファハド

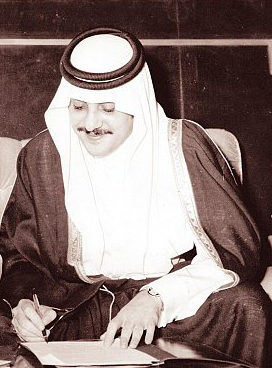
ファイサル

ファイサル・ビン＝ファハド・ビン＝アブドゥルアズィーズ（アラビア語: الأمير فيصل بن فهد بن عبد العزيز آل سعود, 英語: Prince Faisal Bin Fahd Bin Abdul Aziz, 1945年 - 1999年8月23日) は、ファハド国王の長男。労働大臣、青年福祉庁長官や多くのスポーツ関連団体のトップを務めた。
カリフォルニア大学サンタバーバラ校で学び、1971年に卒業した。同年、サウジアラビアサッカー連盟のチェアマンに就任したのを手始めに、1975年にはサウジアラビアオリンピック委員会委員長、1976年にはアラブ・ゲームズ連盟(Arab Games Federation)のチェアマンに就任。さらに、1984年には国際オリンピック委員会委員に任命された。他にも、アラブサッカー連盟の議長やNational Committee on Drugs Controlの委員長でもあった。また、国際的には国際水泳連盟の議長を務めた。
ヨルダンで開催されていたアラブ・ゲームズから帰ってまもなく、リヤドにあるキング・ファイサル特別病院で心筋梗塞のため54歳で亡くなった。ナウワーフ王子、ハーリド王子の2人の息子と3人の娘をもうけた。